# Рескупорід III
Тиберій Юлій Рескупорід III Філоцезар Філоромей Евсеб (*Τιβέριος Ἰούλιος Ῥησκούπορις Γ' Φιλόκαισαρ Φιλορώμαίος Eυσεbής, д/н — 227/228) — цар Боспору у 210—227/228 роках. Стосовно порядкового номера існують розбіжності, оскільки засновника династії низка дослідників називає лише Аспургом, а не Рескупорідом I. З огляду на це цього царя рахують як Рескупоріда II, а його сина Рескупорідом III (а не Реметалком II).

## Життєпис
Походив з династії Тиберіїв Юліїв. Син Савромата II, царя Боспору. Став панувати після смерті батька близько 210 року. Продовжив проримську політику свого батька.
За роки свого правління здійснив низку успішних військових кампаній проти сусідніх племен. Перемоги 218—219 років, ймовірно з приєднанням нових територій, були уславлені випуском монет із зображенням вершника з переможеним ворогом, трофея і бранця, Нікі у трофея. Йменувався царем Боспору та тавроскіфів.
Намагаючись передати владу в обхід свого молодшого сина (або брата Котіса, приблизно в 225 або 226 році оголосив свого єдиного сина Реметалка своїм співцарем (відомий як Реметалк II або Рескупорід III — за іншою нумерацією та транскрипцією).
Як і його батько, він протегував розвитку торгівлі. Для цього боровся проти піратів з племен зихів та геніохів, які суттєво дошкуляли узбережю Віфінії та Понту. За заслуги у боротьбі з останніми на кошти вдячних мешканців малоазійського міста Амастрія зведено мармурову статую в Пантікапеї.
Разом з тим наприкінці володарювання Рескупоріда III економічне становище держави погіршувалося, про що свідчить зниження вмісту дорогоцінних металів (золота) в монетах та виразилося в збільшенні обсягу монетного карбування. Основною причиною цих труднощів стала зміна політики Римської імперії щодо Боспора: повне припинення поставок ауреїв і, ймовірно, скорочення римських дотацій у вигляді денаріїв, оскільки імперія виявилася в стані фінансової кризи.
За невідомих обставин помер у 227 або 228 році разом із своїм сином. Можливо загинув внаслідок змови Котіса III, який став новим царем Боспору.

## «Герб»
Тамга Рескупоріда III нагадує літеру «П» і також має дві різні конфігурації. У першому варіанті вертикальна лінія зображена рівною, а права має гачкоподібну форму, де верхня частина залишається горизонтальною. Другий варіант відрізняється тим, що ліва і права вертикальні лінії мають гачкоподібне закінчення, а згори позначені дві горизонтальні лінії одна під одною.

## Цікаві факти
У 1897 році в Старому Криму була знайдена мармурова плита з грецьким написом боспорського царя Тіберія Юлія Рескупоріда, датована 212 роком. Але археологічний контекст цієї знахідки залишається невідомим.